# Gabrielle Brune
Gabrielle Brune (12 de fevereiro de 1912 – 18 de fevereiro de 2005) foi uma atriz britânica.

## Biografia
Ela nasceu em Bournemouth, Inglaterra e morreu em Chichester, Sussex, na Inglaterra.

## Filmografia selecionada
- Red Pearls (1930)
- The Wife of General Ling (1937)
- He Found a Star (1941)
- Tomorrow We Live (1943)
- A Run for Your Money (1949)
- Mandy (1952)
- The Wedding of Lilli Marlene (1953)
- The Titfield Thunderbolt (1953)
- Three Steps to the Gallows (1953)
- Fun at St Fanny's (1956)
- Girl in the Headlines (1963)